# Петров, Николай Григорьевич (учёный)
Николай Григорьевич Петров (28.02.1932—04.04.1997) — российский учёный в области лесного хозяйства и агролесомелиорации, академик РАСХН (1997).

## Биография
Родился в с. Новая Чигла Таловского района Воронежской области. Окончил Хреновский лесной техникум (1950) и Воронежский лесотехнический институт (1959, заочное отделение).
В 1953—1974 гг. работал в НИИ сельского хозяйства Центрально-Чернозёмной полосы им. В. В. Докучаева: старший техник, руководитель отдела агролесомелиорации и садоводства. В 1974—1979 заместитель начальника, начальник управления науки по земледелию Главного управления науки и пропаганды МСХ РСФСР.
В 1979—1984 ученый секретарь, заведующий сектором ВАСХНИЛ, в 1984—1986 заместитель начальника Главного управления науки МСХ СССР, в 1986—1989 начальник подотдела отдела внедрения и пропаганды достижений науки и передового опыта Госагропрома СССР, заместитель председателя Совета по пропаганде и организации освоения достижений науки и техники ВАСХНИЛ (1989).
С 1990 г. заместитель академика-секретаря Отделения лесного хозяйства и агролесомелиорации РАСХН (1990—1997).
Основные научные исследования посвящены технологии выращивания и формирования защитных лесных насаждений.

## Награды и звания
Доктор сельскохозяйственных наук (1984), член-корреспондент ВАСХНИЛ (1990), академик РАСХН (1997).
Заслуженный деятель науки РСФСР. Награждён медалями.

## Научные труды
Автор (соавтор) более 100 научных трудов, в том числе около 10 книг и брошюр.
Публикации:
- Система лесных полос. — М.: Россельхозиздат, 1975. — 117 с.
- Зерновые культуры под защитой лесных полос. — М.: Россельхозиздат, 1985. — 70 с.
- Программирование урожаев сельскохозяйственных культур в агролесосистемах. — М.: Росагропромиздат, 1991. — 126 с.
- Концептуально-программные аспекты развития агролесомелиорации в России / соавт.: Е. С. Павловский, Г. Я. Маттис. — М., 1995. — 70 с.
- Ландшафтная агролесомелиорация / ВНИИ агролесомелиорации. — М.; Волгоград: Колос, 1997. — 175 с.